# Llista dels jaciments arqueològics de Pinell de Solsonès
Aquesta llista dels jaciments arqueològics de Pinell de Solsonès inclou tots els jaciments del terme inclosos a l'Inventari del Patrimoni Arqueològic de la Generalitat de Catalunya
- Balma del serrat de Cavallol

Tipus de jaciment: Abrics i similars d'enterrament. Inhumació.
Cronologia: Desconeguda.
Terme: Madrona
- Bellons

Tipus de jaciment: Obra pública. Via.
Cronologia: Des de Baixa Edat Mitjana a Moderna (1230 / 1789).
Terme: Sallent
- Cambra pirinenca de Santes Masses

Tipus de jaciment: Lloc d'enterrament. Inhumació col·lectiva. Cista.
Cronologia: Bronze Antic (-1800 / -1500).
Terme: Madrona
- Castell del serrat de la Caseta de la Vila

Tipus de jaciment: Assentament militar. Castell.
Cronologia: Medieval (400 / 1492).
Terme: Pinell
- Cista de la fossa del camí dels Casals

Tipus de jaciment: Lloc d'enterrament. Inhumació col·lectiva. Cista.
Cronologia: Neolític Mig-Recent (-3500 / -2500).
Terme: Pinell
- Cista de la rasa de l'escala (Toll de l'Aubareda de Gepils)

Tipus de jaciment: Lloc d'enterrament. Inhumació col·lectiva. Cista.
Cronologia: Neolític Final (-2500 / -2200).
Terme: Pinell
- Cista de Santes Creus de Bordell

Tipus de jaciment: Lloc d'enterrament. Inhumació col·lectiva. Cista.
Cronologia: Neolític (-5500 / -2200).
Terme: Madrona
- Coïns

Tipus de jaciment: Lloc d'enterrament. Inhumació col·lectiva. Cista.
Cronologia: Des de Calcolític a Bronze (-2200 / -650).
Terme: Sant Climenç
- Costa dels Gàrrics de Cavallol I

Tipus de jaciment: Lloc d'enterrament. Inhumació col·lectiva. Cista.
Cronologia: Neolític Mig-Recent (-3500 / -2500).
Terme: Madrona
- Costa dels Gàrrics de Cavallol II

Tipus de jaciment: Lloc d'enterrament. Inhumació col·lectiva. Cista.
Cronologia: Neolític Mig-Recent (-3500 / -2500).
Terme: Madrona
- Costa dels Gàrrics de Cavallol III

Tipus de jaciment: Lloc d'enterrament. Inhumació col·lectiva. Altres.
Cronologia: Neolític Mig-Recent (-3500 / -2500).
Terme: Madrona
- Cova de Sant Sentís

Tipus de jaciment: Abrics i similars d'enterrament. Inhumació col·lectiva.
Cronologia: Calcolític (-2200 / -1800).
Terme:
- Estela de la costa dels Gàrrics de Cavallol

Tipus de jaciment: Lloc d'enterrament. Complements. Estela.
Cronologia: Neolític Mig-Recent (-3500 / -2500).
Terme: Madrona
- Hàbitat de Vilardaga (a llevant de Finestres)

Tipus de jaciment: Lloc d'habitació sense estructures.
Cronologia: Desconeguda.
Terme: Pinell
- Hàbitat en el camp a ponent de Finestres

Tipus de jaciment: Lloc d'habitació sense estructures.
Cronologia: Desconeguda.
Terme: Madrona
- Hàbitat prehistòric de l'Ascensió

Tipus de jaciment: Lloc d'habitació.
Cronologia: Des de Neolític a Bronze (-5500 / -650).
Terme:
- Llorenç 1

Tipus de jaciment: Lloc d'enterrament. Inhumació.
Cronologia: Calcolític (-2200 / -1800).
Terme: Sant Climenç.
- Llorenç 2

Tipus de jaciment: Lloc d'enterrament. Inhumació.
Cronologia: Calcolític (-2200 / -1800).
Terme: Sant Climenç.
- Llorenç 3

Tipus de jaciment: A l'aire lliure.
Cronologia: Desconeguda.
Terme: Sant Climenç.
- Llorenç 4

Tipus de jaciment: Lloc d'enterrament. Inhumació. Aïllat.
Cronologia: Desconeguda.
Terme: Sant Climenç.
- Megàlit dels trossos dels perers de l'Estany

Tipus de jaciment: Lloc d'enterrament. Inhumació.
Cronologia: Neolític (-5500 / -2200).
Terme: Madrona
- Menhir de l'Estany

Tipus de jaciment: Lloc d'enterrament. Complements menhir.
Cronologia: Desconeguda.
Terme: Madrona
- Necròpolis de les Fites Altes

Tipus de jaciment: Lloc d'enterrament. Inhumació col·lectiva. Necròpolis.
Cronologia: Medieval (400 / 1492).
Terme:
- Necròpolis de Santes Masses

Tipus de jaciment: Lloc d'enterrament. Inhumació col·lectiva. Necròpolis.
Cronologia: Desconeguda.
Terme: Madrona
- Necròpolis del serrat del Trullet

Tipus de jaciment: Lloc d'enterrament. Inhumació col·lectiva. Necròpolis.
Cronologia: Medieval (800 / 1150).
Terme: Madrona
- Poblat de la devesa de Castellana

Tipus de jaciment: Lloc d'habitació amb estructures conservades. Poblat.
Cronologia: Desconeguda. Ferro-Ibèric ? (-650 / -50).
Terme: Madrona
- Poblat de la devesa de Caballol

Tipus de jaciment: Lloc d'habitació amb estructures conservades. Poblat.
Cronologia: Medieval (400 / 1492).
Terme: Madrona
- Poblat dels Clapers

Tipus de jaciment: Lloc d'habitació amb estructures conservades. Poblat.
Cronologia: Medieval (400 / 1492).
Terme:
- Roca dels moros de Finestres

Tipus de jaciment: Abrics i similars d'enterrament. Inhumació.
Cronologia: Calcolític (-2200 / -1800).
Terme: Madrona
- Sallent II

Tipus de jaciment: Lloc d'habitació amb estructures conservades. Casa. Lloc o centre de producció i explotació. Altres.
Cronologia: Desconeguda.
Terme: Sallent
- Sant Iscle de Miravé

Tipus de jaciment: Lloc d'enterrament. Inhumació col·lectiva. Lloc o centre de producció i explotació agrícola. Camp de sitges.
Cronologia: Des de Calcolític a Ferro-Ibèric Final (-2200 / -50). Romà August (-27 / 14).
Terme: Miravé
- Sant Iscle II)

Tipus de jaciment: Lloc o centre de producció i explotació ceramista.
Cronologia: Romà (-218 / 476).
Terme: Miravé
- Sepulcre del camí vell de les Cases

Tipus de jaciment: Lloc d'enterrament. Inhumació col·lectiva. Cista.
Cronologia: Calcolític (-2200 / -1800).
Terme:
- Serrat dels Moros de la Codina (o Camp dels Moros)[1]

Tipus de jaciment: Lloc d'habitació amb estructures conservades. Poblat / Assentament militar. Castell / Lloc d'enterrament. Inhumació col·lectiva. Necròpolis. Lloc o centre de producció i explotació. Mineria.
Cronologia: Des de Medieval a Medieval (800 / 1492) / Des de Bronze Final a Ferro-Ibèric (-1200 / -50) / Des de Romà Alt Imperi a Romà Segle III (14 / 284).
Terme: Madrona
- Torre del Tossal Alt

Tipus de jaciment: Assentament militar. Torre.
Cronologia: Desconeguda.
Terme: Pinell
- Torre sota el Tossal Alt

Tipus de jaciment: Assentament militar. Muralla.
Cronologia: Desconeguda.
Terme: Pinell
- Viladebait

Tipus de jaciment: Lloc d'enterrament. Inhumació col·lectiva. Cista.
Cronologia: Des del Neolític Mig-Recent al Neolític Final (-3500 / -2200).
Terme: Madrona
- Vinya dels Clovers

Tipus de jaciment: Lloc d'enterrament. Inhumació col·lectiva. Necròpolis.
Cronologia: Desconeguda.
Terme: ?